# 日本女侠伝 真赤な度胸花
『日本女侠伝 真赤な度胸花』（にほんじょきょうでん まっかなどきょうばな）は、1970年（昭和45年）製作・公開、降旗康男監督による日本の長篇劇映画、任侠映画である。藤純子（現：富司純子）主演の「日本女侠伝」シリーズ第2作。

## スタッフ
- 製作：岡田茂
- 企画：俊藤浩滋、日下部五朗
- 監督：降旗康男
- 脚本：笠原和夫
- 撮影：古谷伸
- 照明：和多田弘
- 録音：渡部芳丈
- 美術：井川徳道
- 音楽：八木正生
- 編集：宮本信太郎
- 監督補佐：原田隆司
- 助監督：篠塚正秀
- 記録：梅津泰子
- 装置：米沢勝
- 装飾：山田久司
- 美粧：久斗敏厚
- 結髪：妹尾茂子
- 衣裳：松田孝
- 擬斗：谷明憲
- 進行主任：福井良春
- 製作：東映京都撮影所
- 協力：十勝農業組合連合会、釧路市 𠮷永長吉郎
- 上映時間  ： 94分
- フォーマット：カラー映画（フジカラー） - スコープ・サイズ（2.35:1） - モノラル録音
- 公開日： 日本 1970年1月9日
- 配給： 東映

## 出演
- 松尾雪：藤純子

- 益川源次：山城新伍
- トッカリ松：山本麟一
- 小杉信作：小松方正
- 向井三蔵：遠藤辰雄
- 大野金次郎：天津敏

- お玉：三島ゆり子
- お梅：橘ますみ
- 鬼常：林彰太郎
- 木島：高野真二
- 古賀：清水元
- 竜神安：名和宏

- 風見周平：徳大寺伸
- ガン竜：国一太郎
- マキリ：五十嵐義弘
- 亥之吉：唐沢民賢
- ：東竜子
- 井上：矢奈木邦二郎
- 郡長：村居京之輔
- 本田署長：中村錦司

- 坂田：蓑和田良太
- 吾市：香川雅人
- 岩井：小田真士
- 村上：那須伸太朗
- 重助：森敏光
- 万平：椿竜之介
- 喜代蔵：笹木俊志
- 榎本：大城泰
- ：木谷邦臣
- 仙八：宍戸大全

- 桑原：大河内広太郎
- ：志賀勝
- ：山下義明
- ：前川良三
- 戸川：世羅豊
- ：島田秀雄
- 若江：紅かほる
- お駒：丸平峰子
- 八千代：牧淳子
- ピリカ：浅松三紀子

- 陣之内七兵街：石山健二郎
- 松尾兼之助：小沢栄太郎

- 風見五郎：高倉健

## 映像ソフト
- 2015年3月13日、東映ビデオからDVDが発売された。

## 同時上映
- 不良番長 王手飛車